# F1 2016 (joc video)
F1 2016 este un joc de curse care se bazează pe sezonul de Formula 1 din 2016, fiind dezvoltat de Codemasters Birmingham, publicat de Codemasters și distribuit de Deep Silver în America de Nord și Ubisoft în Japonia. Jocul a fost lansat pe 19 august pentru PlayStation 4, Xbox One și PC. Jocul a fost lansat și pentru iOS, Android și tvOS pe 10 noiembrie. O versiune Mac de Feral Interactive a fost lansată pe 6 aprilie 2017.

## Caracteristici
Jucătorii pot juca un mod de carieră revizuit constând din zece sezoane complete, față de doar cinci sezoane din jocurile anterioare. Jocul a inclus cele douăzeci și unu de circuite din sezonul 2016 și comentarii în joc de la David Croft și Anthony Davidson. Jocul a prezentat, de asemenea, toate cele unsprezece echipe și douăzeci și doi de piloți care au concurat în campionat, inclusiv revenirea lui Renault și noua echipă Haas. Esteban Ocon nu a fost însă inclus, deoarece nu l-a înlocuit pe Rio Haryanto până la încheierea dezvoltării de pre-lansare a jocului.
Jucătorii au putut, de asemenea, să aleagă ora din zi în care are loc o cursă, să personalizeze designul căștilor și să aleagă un număr de cursă pentru modul carieră. Mașina de siguranță revenit, cu mecanica aferentă revizuită, în timp ce a fost introdus Mașina Virtuală de Siguranță, precum și pornirile manuale, intrarea manuală pe linia boxelor și (pentru prima dată într-un joc Codemasters), turul de formare. Aspectul de cercetare și dezvoltare al jocului a fost revizuit pentru a permite jucătorilor un grad mai mare de control asupra performanței mașinii. Echipele au o percepție asupra jucătorului, care scade cu rezultate proaste și crește cu rezultate bune. Jucătorul va fi concediat sau retrogradat dacă percepția este prea scăzută și va fi promovat dacă percepția este prea mare. Lobby-urile online sunt extinse pentru a permite douăzeci și două de grile de mașini.

## Recepție
Jocul a avut parte o primire pozitivă cu 86 din 100 pe site-ul de recenzii Metacritic, multe publicații numindu-l cel mai bun joc de Formula 1 creat de Codemasters.
Jocul a ajuns pe locul 2 în topul vânzărilor PS4 din Marea Britanie, în spatele lui No Man's Sky, dar a ocupat primul loc în topul XO.
Versiunea mobilă, însă, are un scor de doar 66/100 pe Metacritic din cauza problemelor de AI.